# スーパーマリオメーカー
『スーパーマリオメーカー』（英: Super Mario Maker）は、任天堂より2015年9月10日に発売されたWii U用ゲームソフト。『スーパーマリオブラザーズ』発売30周年を記念した作品。Wii Uと本作を同梱した『Wii U スーパーマリオメーカーセット』及び『Wii U スーパーマリオメーカー スーパーマリオ30周年セット』も同時発売された（ブックレットも付属）。後者は数量限定で、スーパーマリオ30周年シリーズのマリオ（クラシックカラー）のamiiboも付属。
マリオシリーズのコースを作成できる本作は、その制作要素が評価され、各種受賞した（#評価）。2016年12月1日にはニンテンドー3DS版『スーパーマリオメーカー for ニンテンドー3DS』、2019年6月28日にはNintendo Switchで続編『スーパーマリオメーカー2』が発売された。

## ゲーム内容
本作ではプレイヤーが『スーパーマリオ』シリーズのスタイルでコースを作成し、インターネット上に公開することが可能となっている。コースは『スーパーマリオブラザーズ』『スーパーマリオブラザーズ3』『スーパーマリオワールド』『New スーパーマリオブラザーズ U』のゲームプレイとビジュアルスタイルを基にしており、全てNew スーパーマリオブラザーズ Uの物理システムを共有している。ゲームプレイの仕組みや敵の挙動はゲームモードによって異なる。一部の要素は特定のゲームスタイルに制限されているが、その他の要素は他のスタイルに統合できる場合がある。例えば『スーパーマリオブラザーズ』にテレサが配置可能である。コースのシーン（背景）には「地上」「地下」「水中」「お化けやしき」「飛行船」「城」があり、切り替えることができる。
従来のマリオシリーズの要素であるクリボー、土管、パワーアップアイテムに加えて、プレイヤーは要素の挙動を独自に操作することができる。例えば敵を積み重ねたり、ハテナブロックや土管から障害物を出現させたり、甲羅を防護用のヘルメットとして装着したり、大砲から選択したオブジェクトを放つことが可能である。これらの新しい組み合わせは編集ツールの相互作用によって実現される。スーパーキノコで敵を巨大化させたり、羽をつけて敵を飛ばせたり、異なる特徴を組み合わせたりすることもできる。「オトアソビ」を使用して視聴覚効果を追加できるが、マイクから録音された音は投稿したコースからは削除される。新しい編集要素はコース作成の過程で9日にわたって徐々に解禁されていく。
スーパーマリオブラザーズテーマのみに限定された「ハテナキノコ」は、スーパーキノコのパワーアップ効果を持ちながら、マリオを153種類のコスチュームのいずれかで着せ替えることができる。これらのコスチュームは100人マリオチャレンジをプレイする、特別なイベントコースをクリアする、対応するAmiiboフィギュアを読み込むことで入手できる。8-bitマリオフィギュアは、マリオを巨大化させ、敵キャラクターがマリオの帽子やヒゲを身に着けるビッグマッシュルームを追加する。
作成したコースは自分でコースをクリアした後にのみオンラインのコースワールドで公開可能である。そこで他のプレイヤーが様々なユーザー生成のコースを検索してプレイすることができる。「100人マリオチャレンジ」では、ランダムに選ばれたユーザー作成のコースを100人のマリオで挑戦することができる。また、「10人マリオチャレンジ」では、事前に作成されたコースに10人のマリオで挑戦することもできる。最初は投稿可能なコース数が制限されているが、他のプレイヤーから「いいね！」を受け取ることでメダルを獲得し、投稿可能なコース数を増やすことができる。

## キャラクター
ビルダーマリオ
パッケージ等に描かれている黄色いヘルメットを被ったマリオ。コースを作るというゲーム性質のため、建設作業員のような姿をしている。また、オーバーオールが赤いのは『スーパーマリオブラザーズ』のオマージュである。
ましこ
説明書に登場している女性。従来のゲームソフトと違い、説明書がウェブページのような動きのあるものにできるようになったため生まれたキャラクターである。語尾に「ましこ」をつけるのが特徴。ニンテンドーキッズスペースでは鳩のヤマムラとともに「スーパーマリオメーカーコース作成講座 ましことヤマムラ」が連載されており、実際のゲームにもましこやヤマムラの作ったコースが投稿されている。2016年3月9日に「ましこ」のキャラマリオが配信され、声は彩崎ゆうが演じている。

## 開発
本作の開発以前、任天堂は1990年代にゲームエディターのコンセプトを模索していた。同社は1994年に、ゲームを一時停止し、ゲームの一部を編集し、ゲームプレイを再開して変更内容を保存および共有できるコンソールハードウェアの特許を出願している。本作は、任天堂の内部開発チームがマリオのレベルを作成するためのツールとして構想された。しかし、チームはこのツールがスタンドアロンのゲームとしての可能性を秘めていることに気づき、アイデアをシニアゲームデザイナーの手塚卓志に提案した。
一方で手塚は、Wii U GamePadを使用した『マリオペイント』のWii U向け後継作を作りたいと考えていた。本作のツールを見た手塚は、単なるアートプログラムよりもコース作成ツールの方が商品性が高いと気づいた。手塚は「コースを作ることは絵を描くことほど難しくはなく、手の届かないものではない」と述べつつ、「『マリオペイント』の楽しさをこのコースエディターに持ち込みたかった」とPolygonに語っている。このゲームは、以前『ピクミン』『ピクミン2』『New Super Mario Bros. Wii』のプログラマーを務めていた押野洋介のディレクター初挑戦作品である。ゲームのサウンドトラックは近藤浩治、久保直人、早崎あすかが作曲および編曲を担当している。
このゲームはE3 2014で「Mario Maker」というタイトルで発表された。6月10日に任天堂のE3デジタルイベントで公式に発表される前、同月初めに任天堂の未完成のトレードショーブースの写真が撮影され、このタイトルが大きく描かれたことで噂が広まっていた。このゲームはE3 2015の任天堂ワールドチャンピオンシップで「スーパーマリオメーカー」というタイトルに変更された。

## マーケティングと発売

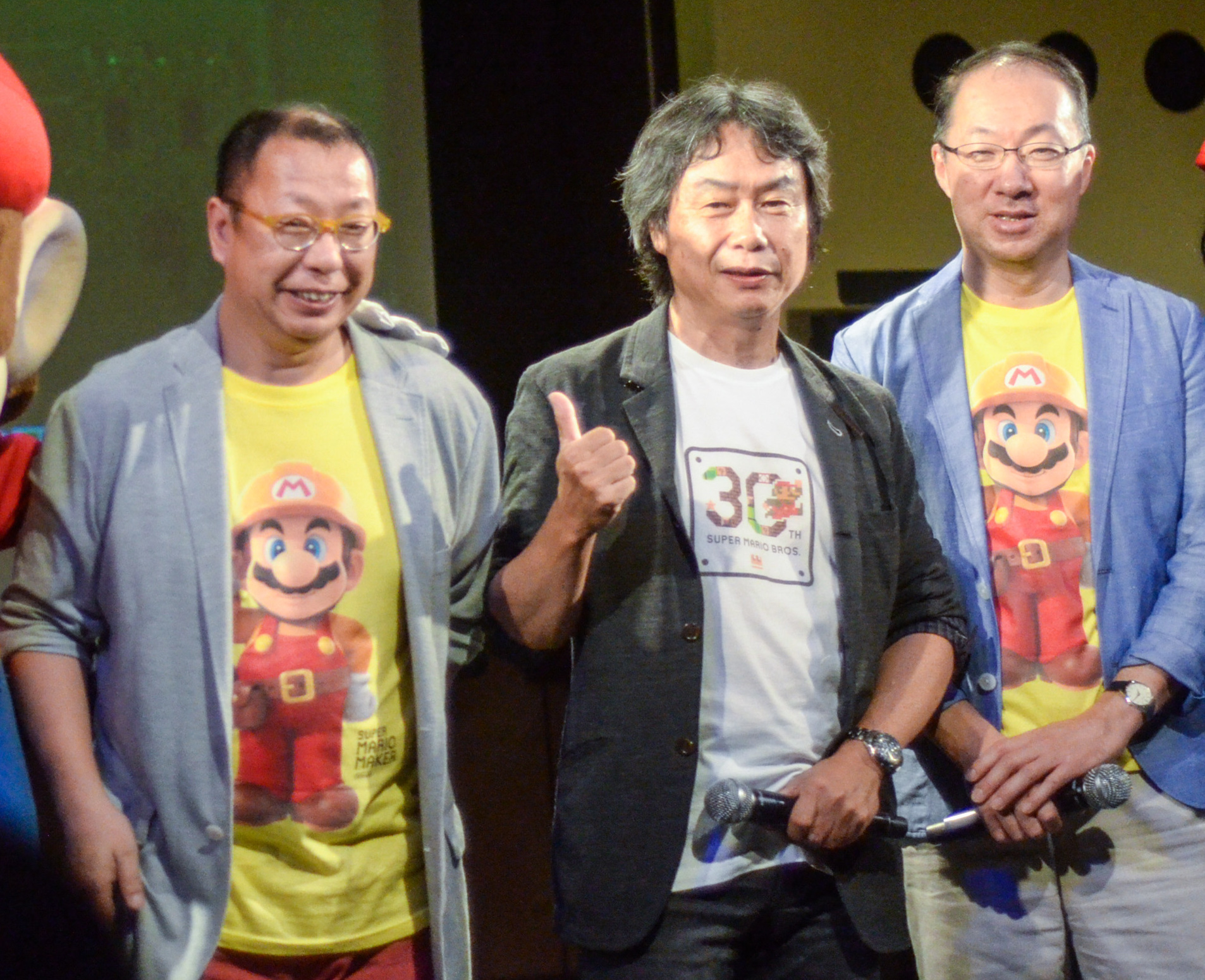
E3 2015でスーパーマリオメーカーのTシャツを着用する手塚卓志、宮本茂、近藤浩治

発売前、任天堂は2015年6月17日と20日に北米のBest Buy店舗で「マリオメーカー」を顧客がプレイできる機会を提供した。2015年6月14日、E3 2015に先立つ任天堂ワールドチャンピオンシップズイベントの決勝ラウンドで、新たな名前「スーパーマリオメーカー」でデモが行われた。Nintendo Treehouseがチャンピオンシップ用に作成した4つのコースは、最終版のゲームでプレイ可能である。
任天堂はFacebookと提携し、特別な「ハッカソン」イベントを開催した。150名のFacebook従業員が本作を使用してコースを作成することを課題とし、優勝チームが作成したコースは発売時にゲームで使用された。また、ミシェル・アンセル、五十嵐孝司、ティム・ロジャース、デレク・ユーなどの著名なゲームデザイン関係者が作成したコースも披露された。Ancelが作成したコースは、イベントコースとして収録されている。
本作は2015年9月に全世界で発売され、対応したWii Uバンドル版もリリースされた。各ゲームには96ページのクリエイティブアイデアブックレットが同梱されており、PDFとしてもダウンロード可能である。
任天堂は同時に、8ビットのAmiiboマリオフィギュアを2種類のカラーバリエーションで発売した。このフィギュアは単体で販売されるほか、特定のスーパーマリオメーカー同梱版にも含まれている。また、『大乱闘スマッシュブラザーズ for Nintendo 3DS / Wii U』用の本作をテーマにしたダウンロードステージが2015年9月30日にリリースされ、続編の『大乱闘スマッシュブラザーズ SPECIAL』にも登場している。
本作は当初、新要素を解禁するために毎日待つ必要がある仕様だったが、発売日パッチが導入され、プレイヤーのコンテンツ作成努力に応じて新要素が解禁されるよう変更された。『デストラクトイド』は、過去のマリオシリーズの要素がいくつか欠けていることに言及したが、ゲームは新機能でアップデートされた。2015年11月4日にリリースされた最初の大型アップデートでは、コース中間地点、条件付きパワーアップ、イベントコースが追加された。特定のイベントコースをクリアすると、『スーパーマリオくん』や『ゲームセンターCX』の司会者である有野晋哉などの追加の「ハテナキノコ」用コスチュームがアンロックされる。2015年12月22日にリリースされた第二の大型アップデートでは、スピードランのリーダーボードが追加され、Super Mario Maker Bookmarkウェブサイトが開始された。このウェブサイトでは、アップロードされたコースをブラウジングしブックマークしてプレイすることが可能で、コースの共有が容易になった。 
第三の大型アップデートでは、難易度「ふつう」および「むずかしい」の「100人マリオチャレンジ」をクリアすることでアンロックされる「ハテナキノコ」のコスチュームがさらに追加され、新たに「とてもむずかしい」が導入された。
続編である『スーパーマリオメーカー2』は、2019年2月13日のNintendo Directで発表された。このゲームは2019年6月28日にNintendo Switch向けに発売され、『スーパーマリオ3Dワールド』をベースにした新しいレベルテーマ、スロープやスクロール方向の変更が可能な自動スクロールなどの新機能、新しい敵、テーマ、アイテムなどが追加された。
2020年11月25日、任天堂は2021年3月31日をもって新しいコースのアップロードを終了すると発表した。この決定により、2021年1月12日にWii Uのニンテンドーeショップからゲームが削除された。

### ライブ
2015年9月20日、大阪の大阪府立国際会議場（グランキューブ大阪）にて、「スーパーマリオ30周年記念ライブ」が開催された。ライブにはスーパーマリオシリーズの開発に関わってきた宮本茂や手塚卓志、近藤浩治が出演、トークのほか、近藤による演奏時に本作のプレイ動画が演出に用いられた。
またライブ中、客席からプレイヤーをひとり募って本作をプレイしてもらうことになったが、その際のコースは手塚がライブ用に作成した特別版で、BGMは近藤が画面に合わせて生演奏するものだった。

### スーパーマリオメーカー for ニンテンドー3DS

ロゴ

『スーパーマリオメーカー for ニンテンドー3DS』は、レドモンドに拠点を置く任天堂の子会社Nintendo Software Technologyによって開発されたスーパーマリオメーカーのニンテンドー3DS版であり、Wii U版の一部の機能が対応または削除された。同年9月1日に放送された「Nintendo 3DS Direct 2016.9.1」にて、スーパーマリオメーカーの3DS版を発売する事が初めて、発表された。同作は、日本で2016年12月1日、北米およびヨーロッパで12月2日、オーストラリアで12月3日に発売された。任天堂が設計した100の新たなコースが内蔵されており、プレイヤーは、すれちがい通信を利用するもしくはローカルプレイから直接コースを交換することが可能である。

## 評価

### 批評家
本作は、概ね好意的な評価を受けた。『IGN』のJose Oteroは、本作のオンライン機能や「10人マリオチャレンジ」といったソーシャル要素を高く評価し、オンラインモードでは「マリオの歴史に対する本物の敬意が感じられる」と述べた。また、コースエディターとユーザーインターフェースについて「どのスタイルを選んでも、レベル作りは気が遠くなるような作業に思えるが、よく設計されたインターフェースのおかげで学びやすく直感的だ」とし、「これまでにない楽しく柔軟なツールボックスを使い、マリオのコースを作り、遊ぶことができる」と称賛した。
『GameSpot』のJustin Haywaldは、コースエディターの「ミックスアンドマッチ」の性質を「新しい要素を加えたエキサイティングで時代を超えたシナリオを生み出す」と評価したが、『スーパーマリオワールド』のチェックポイントがないことや、ステージの縦と横の制限など、特定の制約について不満を述べた。「このゲームで次の宮本茂になれるわけではないが、新しい作品をアップロードするたび、少しその魔法が自分に降りかかるような気分になる」という形で総括している。
『Polygon』のGriffin McElroyは、「自分にとって非常に楽しいゲームだったが、一生知っていると思っていたものへの新たな感謝を育んだところが、このゲームの最大の成果だ」と称賛した。

### コミュニティ
増え続けるオンライン上のユーザー生成コンテンツは個別に紹介、評価されており、マリオシリーズの共同制作者である手塚卓志も称賛している。彼は、任天堂が自社コンテンツのプレイ難易度について、幅広い層への配慮から、全体的に抑制している点を述べたうえで、ユーザーは必ずしも同じ抑制を共有していない点について感謝と警戒の両方を表明した。
難しいコースを楽しみたいユーザーがスーパーマリオメーカーに惹かれるとは思っていたが、自分でプレイしなくても動画を観るだけで楽しいということに驚いた。興味深く独創的なコースがたくさんあり、特にキノコを取ったらクリアできないコースなどがあった。これは開発者にとって、より良い作品を作りたいという大きな動機になっている。
本作は、非常に難しいレベルを設計する「Kaizo」コミュニティの再興にも貢献した。多くのプレイヤーは、任天堂が警告なしにオンラインコースを削除したことについて批判した。『Kotaku』のPatrick Klepekは、任天堂はレベル作成の厳しいポリシーについて、誰もが知っていることを確認するべきだったと述べた。
2016年5月、任天堂は、本作で世界中のプレイヤーが作成したコースが720万以上に達し、600億回以上プレイされたことを発表した。
2023年10月にニンテンドー3DSとWii Uのオンラインサーバーの終了が発表された際、オンラインコミュニティ「Team 0%」の、ゲーム内でまだ誰もクリアしていない残りのコースをすべてクリアする活動が活発になった。この目標は2024年3月15日に達成された。
サービス終了が発表された時点では25,000のコースが未クリアであり、そのうち1,000コースが最初の7日間でクリアされた。2024年3月には、未クリアのコースは178に減少していた。
最後にクリアされたコースは「The Last Dance」であった。このとき「Trimming The Herbs」が最後のコースとして知られていたが、後に制作者がTASを使用してクリアしたことが判明した。それにもかかわらず、このコースは最終的にサービス終了の3日前である4月5日に正当な形でクリアされた。

### 売上
本作は日本で発売初週に138,000本以上のパッケージ版を売り上げた。2015年9月末までに最初の3週間で245,000本を売り上げた。イギリスでは発売初週に2番目に売れたゲームとなり、イギリスのソフトウェア小売チャートで2位に初登場した。Wii Uのゲームとしては、2012年の発売以来、4番目に速い売れ行きを記録した。北米では発売後3週間で445,000本を売り上げ、2015年9月末までに50万本以上を売り上げた。アメリカ合衆国での売上は2016年1月中旬に100万本に達し、同国でWii Uのゲームとしては6番目に100万本を突破した。2021年3月までに、全世界で402万本を売り上げた。
2016年5月、任天堂は世界で720万コース作成、6億回プレイされたと発表した。
ニンテンドー3DS版は、日本での発売初週に162,180本を売り上げた。2016年12月23日までに、ニンテンドー3DS版は同地域で448,160本を売り上げた。2016年12月31日までに、3DS版は200万本を売り上げた。2017年3月末までに、3DS版の累計売上は234万本に達した。

### 受賞
| 年     | 賞                                        | 部門                             | 結果       | 出典            |
| ------ | ----------------------------------------- | -------------------------------- | ---------- | --------------- |
| 2014年 | IGN's Best of E3 2014 Awards              | Best Wii U Game                  | 二等受賞   | [ 131 ]         |
| 2014年 | IGN's Best of E3 2014 Awards              | Best Platformer                  | 二等受賞   | [ 132 ]         |
| 2015年 | E3 2015 Game Critics Awards               | Best Console Game                | ノミネート | [ 133 ]         |
| 2015年 | E3 2015 Game Critics Awards               | Best Family/Social Game          | 受賞       | [ 134 ]         |
| 2015年 | IGN's Best of E3 2015 Awards              | Best Platformer                  | 受賞       | [ 135 ]         |
| 2015年 | IGN's Best of E3 2015 Awards              | Best Wii U Game                  | 受賞       | [ 136 ]         |
| 2015年 | IGN's Best of E3 2015 Awards              | Game of the Show                 | ノミネート | [ 136 ]         |
| 2015年 | Gamescom Award                            | Best Console Game Nintendo Wii   | 受賞       | [ 137 ]         |
| 2015年 | Gamescom Award                            | Best Family Game                 | 受賞       | [ 137 ]         |
| 2015年 | Gamescom Award                            | Best Social/Casual/Online Game   | 受賞       | [ 137 ]         |
| 2015年 | The Game Awards 2015                      | Game of the Year                 | ノミネート | [ 138 ] [ 139 ] |
| 2015年 | The Game Awards 2015                      | Best Family Game                 | 受賞       | [ 138 ] [ 139 ] |
| 2015年 | Amazon Games Best of 2015                 | Best Game of 2015                | 受賞       | [ 140 ]         |
| 2015年 | NAVGTR awards                             | Control Design, 2D or Limited 3D | 受賞       | [ 141 ]         |
| 2015年 | NAVGTR awards                             | Game Engineering                 | ノミネート | [ 141 ]         |
| 2015年 | NAVGTR awards                             | Game, Franchise Family           | 受賞       | [ 141 ]         |
| 2015年 | NAVGTR awards                             | Use of Sound, Franchise          | ノミネート | [ 141 ]         |
| 2016   | Giant Bomb's 2015 Game of the Year Awards | Best Game                        | 受賞       | [ 142 ]         |
| 2016   | IGN's Best of 2015                        | Wii U Game of the Year           | 受賞       | [ 143 ]         |
| 2016   | 2016 Kids' Choice Awards                  | Favorite Video Game              | ノミネート | [ 144 ]         |
| 2016   | D.I.C.E. Awards                           | Family Game of the Year          | 受賞       | [ 145 ]         |
| 2016   | British Academy Children's Awards         | BAFTA Kids' Vote - Video Game    | ノミネート | [ 146 ]         |